# Littorina kasatka
Littorina kasatka is een slakkensoort uit de familie van de Littorinidae. De wetenschappelijke naam van de soort is voor het eerst geldig gepubliceerd in 1991 door Reid, Zaslavskaya & Sergievsky.